# Classe Beira
A Classe Beira foi um modelo de canhoneiras ao serviço da Marinha Portuguesa, entre 1910 e 1958.
Os navios da classe foram projetados em Portugal e começados a construir durante o reinado de D. Manuel II. Os primeiros cinco navios foram construídos no Arsenal da Marinha, em Lisboa, entre 1910 e 1917. Posteriormente, foram construídos mais três navios, entre 1925 e 1929.
As canhoneiras destinavam-se a operar no Ultramar Português, em missões de defesa da soberania nacional.
Durante a Primeira Guerra Mundial, alguns navios foram empregues na defesa de portos. Ao desempenhar essa missão, a canhoneira NRP Ibo comandada pelo 1º Tenente Henrique Monteiro Corrêa da Silva foi responsável por repelir vários ataques de submarinos alemães ao porto de São Vicente em Cabo Verde.
Em 1922, a NRP Bengo faz parte da flotilha de apoio à travessia aérea do Atlântico Sul de Gago Coutinho e Sacadura Cabral.
Na década de 1940, os navios remanescentes da classe foram transformados em navios hidrográficos, sendo abatidos ao efetivo da Armada na década seguinte. A Dio manteve-se ao serviço, até final da década de 1960, como navio-escola da Brigada Naval da Legião Portuguesa.

## Navios
| Indicativo visual | Nome    | Comissão  | Observações                                                                                       |  |
| ----------------- | ------- | --------- | ------------------------------------------------------------------------------------------------- |  |
| B                 | Beira   | 1910-1945 | Navio hidrográfico em 1936                                                                        |  |
| I                 | Ibo     | 1911-1953 | Navio hidrográfico em 1948                                                                        |  |
| M                 | Mandovi | 1917-1953 | Navio hidrográfico em 1945                                                                        |  |
| BE                | Bengo   | 1917-1933 |                                                                                                   |  |
| Q                 | Quanza  | 1917-1935 |                                                                                                   |  |
| Z                 | Zaire   | 1925-1958 | Ex-Goa                                                                                            |  |
| DA                | Damão   | 1927-1937 |                                                                                                   |  |
| D                 | Diu     | 1929-1969 | Transformada em navio-escola da Brigada Naval da Legião Portuguesa, com o número de amura A 5214. |  |